# Bikinia
Genre
Classification phylogénétique
Bikinia est un genre de plantes à fleurs dicotylédones de la famille des Fabaceae, sous-famille des Caesalpinioideae, qui comprend dix espèces acceptées. Ce sont des arbres originaire d'Afrique équatoriale.

## Description
Ce sont de grands arbres, présentant un fût cylindrique droit, renforcé de contreforts à la base, aux feuilles composées paripennées.
Certaines espèces sont exploitées pour leur bois utilisé comme bois d'œuvre et connu sous le nom d'« Andoung ».

## Étymologie
Le nom générique, « Bikinia », est dérivé du nom du célèbre maillot de bain à deux pièces, le bikini, en référence à la forme des pièces florales : les sépales adaxiaux présentent une partie inférieure soudée à l'hypanthium de forme triangulaire et les lobes libre des pétales adaxiaux forment une partie supérieure bilobée.

## Liste d'espèces
Selon The Plant List (7 novembre 2018) :
- Bikinia aciculifera Wieringa
- Bikinia breynei (Bamps) Wieringa
- Bikinia congensis Wieringa
- Bikinia coriacea (Aubrev.) Wieringa
- Bikinia durandii (F.Halle & Normand) Wieringa
- Bikinia evrardii (Bamps) Wieringa
- Bikinia grisea Wieringa
- Bikinia le-testui (Pellegr.) Wieringa
- Bikinia media Wieringa
- Bikinia pellegrinii (A.Chev.) Wieringa